# Alexis Enrique Mendoza
Alexis Enrique Mendoza (Barranquilla, Atlántico, Colombia; 14 de abril de 1989) es un exfutbolista y entrenador colombiano. Jugaba como volante. Actualmente asistente técnico en el club profesional colombiano Aguilas Doradas.

## Trayectoria

### Inicios
Se inició en las divisiones menores del Junior de Barranquilla. En 2009 debutó de manera profesional con Los Andes, un equipo argentino que para aquel entonces militaba en la Primera B Metropolitana.

### Barranquilla F.C.
El 28 de septiembre de 2011 debuta en la Primera B en la derrota por 1-3 ante Unión Magdalena. Esa tarde ingresó al campo al comenzar el segundo tiempo, luego de que el DT Luis Grau decidiera reemplazar a José Mario Rada.
Marcó su primer gol como profesional en un partido válido por la quinta fecha de la Copa Postobón 2012, atribuyéndose el gol que le dio el empate 1-1 a su equipo. Aquel partido terminó con victoria de 2-1 en favor de Barranquilla F.C.

### América de Cali
Para el 2014 llega por dos años al América de Cali. El 8 de marzo durante un entrenamiento del cuadro caleño sufrió una fractura en su pie izquierdo que lo dejó fuera de las canchas por varios meses.

### Atlético Veragüense
Entre 2016 jugó para el Atlético Veragüense en la Liga Panameña de Fútbol, allí disputó 14 partidos. Este fue su último club como futbolista profesional.

### Asistente técnico
Acompañó a su padre en Independiente del Valle, Junior y DIM. Más adelante, asistió a Grigori Méndez en Jaguares de Córdoba.

## Clubes

### Como jugador
| Club                | País      | Año         |
| ------------------- | --------- | ----------- |
| Los Andes           | Argentina | 2009 - 2010 |
| Barranquilla F.C.   | Colombia  | 2011 - 2013 |
| América de Cali     | Colombia  | 2014        |
| Atlético Veragüense | Panamá    | 2016        |

### Como asistente técnico
| Club                    | País     | Año  |
| ----------------------- | -------- | ---- |
| Independiente del Valle | Ecuador  | 2017 |
| Junior                  | Colombia | 2018 |
| Independiente Medellín  | Colombia | 2019 |
| Jaguares de Córdoba     | Colombia | 2022 |

## Estadísticas
| Club                         | Div.          | Temporada     | Liga  | Liga  | Copas nacionales | Copas nacionales | Copas internacionales | Copas internacionales | Total | Total |
| Club                         | Div.          | Temporada     | Part. | Goles | Part.            | Goles            | Part.                 | Goles                 | Part. | Goles |
| ---------------------------- | ------------- | ------------- | ----- | ----- | ---------------- | ---------------- | --------------------- | --------------------- | ----- | ----- |
| Los Andes Argentina          | 3.ª           | 2009-10       | 1     | 0     | ―                | ―                | —                     | —                     | 1     | 0     |
| Los Andes Argentina          | Total club    | Total club    | 1     | 0     | 0                | 0                | 0                     | 0                     | 1     | 0     |
| Barranquilla FC · Colombia   | 2.ª           | 2011          | 6     | 0     | ―                | ―                | —                     | —                     | 6     | 0     |
| Barranquilla FC · Colombia   | 2.ª           | 2012          | 12    | 0     | 5                | 1                | —                     | —                     | 17    | 1     |
| Barranquilla FC · Colombia   | 2.ª           | 2013          | 12    | 0     | 7                | 2                | —                     | —                     | 19    | 2     |
| Barranquilla FC · Colombia   | Total club    | Total club    | 30    | 0     | 12               | 3                | 0                     | 0                     | 42    | 3     |
| América de Cali · Colombia   | 2.ª           | 2014          | 2     | 0     | ―                | ―                | —                     | —                     | 2     | 0     |
| América de Cali · Colombia   | Total club    | Total club    | 2     | 0     | 0                | 0                | 0                     | 0                     | 2     | 0     |
| Atlético Veraguense · Panamá | 1.ª           | 2016          | 14    | 0     | ―                | ―                | —                     | —                     | 14    | 0     |
| Atlético Veraguense · Panamá | Total club    | Total club    | 14    | 0     | 0                | 0                | 0                     | 0                     | 14    | 0     |
| Total carrera                | Total carrera | Total carrera | 47    | 0     | 12               | 3                | 0                     | 0                     | 59    | 3     |

## Vida privada
Alexis es hijo del exfutbolista y director técnico colombiano Alexis Mendoza.